# Angusticaecinae
Die Angusticaecinae sind eine Unterfamilie der Spulwürmer mit über 80 Arten, die als Parasiten bei Amphibien und Reptilien vorkommen.

## Merkmale
Ascaridinae haben wie die Ascaridinae einen einfach gebauten Ösophagus. Die drei Lippen sind jedoch annähernd rechteckig und ohne deutliche Teilung in eine vordere und hintere Region und ohne tief eingeschnittenen Vorderrand. Ein Blinddarm kann vorhanden sein.

## Systematik
Zur Unterfamilie gehören zwei Triben mit insgesamt sechs Gattungen:
- Tribus Angusticaecini, Subtribus Angusticaecinii
  - Amplicaecum
  - Angusticaecum
  - Raillietascaris
- Tribus Ophidascaridini, Subtribus Ophidascaridinii
  - Hexametra
  - Ophidascaris
  - Polydelphis